# Diastylis antillensis
Diastylis antillensis is een zeekommasoort uit de familie van de Diastylidae. De wetenschappelijke naam van de soort is voor het eerst geldig gepubliceerd in 1873 door Sars.